# Korce (myslivna)
Korce je název myslivny a zaniklé obce nedaleko Stříbrné studánky u Křemešníka.

## Historie
První a jediná písemná zmínka o obci pochází z roku 1454, nedlouho poté pravděpodobně obec zpustla. Na konci 16. století jsou na Křemešníku zmiňovány revíry, takže tu pravděpodobně muselo existovat nějaké obydlí pro myslivce. Kdy došlo k výstavbě myslivny, není známo. Myslivec je na Korcích poprvé zmiňován k roku 1756, v roce 1790 se uvádí správa revíru Korce. V té době se myslivna skládala z obytné místnosti, komory, stáje pro dobytek, chlívku a dřevníku se sušárnou. V roce 1837 však budova už nevyhovovala a postupně byla upravována. V letech 1839-1840 došlo k obnově střechy a kolem roku 1885 začali rozsáhlejší úpravy. Na přelomu 19. a 20. století byla přestavěna na patrovou budovu. V roce 1927 je uváděna jako kamenná patrová budova, přičemž dole se nacházely dvě místnosti, pekárna a chodba, v níž stálo schodiště do patra. V patře byla kuchyň a čtveřice pokojů. Dále k myslivně náležely chlév, stodola, kůlna a dřevník. V roce 1950 patřila státním lesům. V roce 1991 došlo k obnově pelhřimovských městských lesů a myslivna se vrátila do majetku města Pelhřimov. V roce 1998 začala kompletní rekonstrukce objektu, který svoji současnou podobu dostal v roce 2000.

## Dostupnost
Okolo hájovny vede zelená turistická značka od Křemešníku ke Stříbrné studánce. Od září 2004 se u ní nachází jedno ze zastavení naučné stezky Křemešník.